# سوق الذهب
سوق الذهب هو سوق يختص ببيع وشراء الذهب ويشتهر في دول شبه الجزيرة العربية خصوصًا في دول مجلس التعاون لدول الخليج العربية.
يقع أكبر سوق داخلي للذهب في دبي مول في الإمارات العربية المتحدة.